# Dirhinus ehrhorni
Dirhinus ehrhorni är en stekelart som beskrevs av Filippo Silvestri 1913. Dirhinus ehrhorni ingår i släktet Dirhinus och familjen bredlårsteklar.
Artens utbredningsområde är Nigeria. Inga underarter finns listade i Catalogue of Life.